# تیار
تیار ، روستایی است از توابع بخش مرکزی شهرستان آمل در استان مازندران ایران
است.

## جمعیت
این روستا در دهستان چلاو قرار داشته و براساس آخرین سرشماری مرکز آمار ایران که در سال ۱۳۸۵ صورت گرفته، جمعیت آن ۸۸ نفر (۳۳ خانوار) بوده‌است.